# La terra dell'abbastanza
La terra dell'abbastanza è un film del 2018 scritto e diretto da Damiano e Fabio D'Innocenzo, alla loro opera prima.
Il film è stato presentato nella sezione "Panorama" al Festival di Berlino 2018.

## Trama
Mirko e Manolo sono amici, vivono in un quartiere periferico di Roma e frequentano la scuola alberghiera, e sperano di finire al più presto per poter fare i baristi. 
Una sera, mentre Mirko è alla guida della sua utilitaria, e Manolo è con lui come passeggero, i due investono un uomo e scappano senza prestargli soccorso. Chiedono consiglio a Danilo, padre di Manolo. Danilo chiede ai ragazzi se sono sicuri di non essere stati visti, e consiglia loro di fare finta che non sia mai successo niente. Danilo scopre fortuitamente che l'uomo investito era un "pentito" del piccolo clan dei Pantano, criminali della zona. Danilo e Manolo si guadagnano il diritto di entrare nel clan, ottenendo il rispetto e il denaro che non hanno mai avuto. Inizialmente Mirko è tenuto all'oscuro di tutto: Danilo e Manolo non vogliono dividere la torta con lui. Successivamente, quando Manolo riceve l'incarico di uccidere un negoziante marocchino che non vuole pagare il pizzo, lui coinvolge Mirko, e compiono l'omicidio insieme. Sotto la guida del malavitoso Angelo, i due amici iniziano a lavorare per il clan, senza la reale consapevolezza delle loro azioni.
Il potere che ottengono dai soldi non impedisce però che Mirko si allontani sempre di più dai suoi affetti: si separa dalla sua fidanzata Ambra e litiga con sua madre Alessia. 
Dopo un po' di tempo Manolo e Mirko ottengono un altro incarico da Angelo: uccidere un ex-pugile rifugiatosi nel reatino. Stavolta non si tratta di un uomo comune, ricattato o taglieggiato dal clan, ma di un malavitoso vero e proprio, appartenente a una banda rivale. I due ragazzi vedono la cosa come un attestato di stima e fiducia in loro e nelle loro capacità. La realtà è ben diversa: la cosca li considera delle pedine sacrificabili. Se riusciranno a eliminare l'uomo, sarà tanto di guadagnato; in caso contrario, l'organizzazione avrà perso due scagnozzi di poco o nessun valore. 
Manolo riesce ad uccidere il pugile ma, preso dalla paura e dal rimorso, si suicida sparandosi un colpo alla testa. Dopo il primo colpo di pistola, quello che uccide l'ex pugile, sopraggiunge in casa Mirko, appena in tempo per assistere al suicidio dell'amico. Mirko, sopraffatto dal senso di colpa per non aver compreso cosa l'amico stesse sentendo e attraversando e in preda alla disperazione, scappa di corsa e torna a Roma, prima da Danilo, per raccontargli, mentendo, del figlio morto nel conflitto a fuoco, poi dalla madre. Mirko, sconvolto, decide dopo una lunga riflessione di andare alla polizia a denunciare tutto, ma un istante prima di entrare in caserma, viene freddato da un colpo di pistola proveniente da un'auto in corsa. 
Il film termina con la madre di Mirko e il padre di Manolo che si incontrano al bar.

## Produzione
Il budget del film è stato di 800.000 euro. Il film è stato girato a Ponte di Nona, quartiere periferico di Roma Est.

## Distribuzione
Il film è stato presentato il 17 febbraio 2018 al Festival internazionale del cinema di Berlino nella sezione "Panorama". La pellicola è uscita nelle sale cinematografiche italiane il 7 giugno 2018, totalizzando un incasso finale di 375.000 euro.

## Riconoscimenti
- 2018 - Nastro d'argento[5]
  - Miglior regista esordiente ai fratelli D'Innocenzo
  - Nastro d'argento speciale SIAE alla miglior sceneggiatura ai fratelli D'Innocenzo
  - Miglior opera prima
  - Candidatura per il migliore produttore a Pepito Produzioni - Agostino, Maria Grazia, Giuseppe Saccà
  - Candidatura per i migliori costumi a Massimo Cantini Parrini
- 2018 - Annecy Festival
  - Premio del pubblico e Premio per la distribuzione
- 2018 - Bobbio Film Festival
  - Premio "Gobbo d'oro" al miglior film ai fratelli D'Innocenzo
- 2018 - Noir in Festival
  - Premio Caligari al miglior film
- 2018 - Fabrique du Cinema Awards
  - Miglior lungometraggio di debutto italiano[6]
- 2019 - David di Donatello[7]
  - Candidatura per il miglior regista esordiente a Damiano e Fabio D'Innocenzo
  - Candidatura per la migliore sceneggiatura originale a Damiano e Fabio D'Innocenzo
  - Candidatura per il miglior produttore a Agostino Saccà, Maria Grazia Saccà e Giuseppe Saccà per Pepito Produzioni con Rai Cinema
  - Candidatura per il migliore autore della fotografia a Paolo Carnera
- 2019 - Festival del Cinema Europeo
  - Premio Mario Verdone[8]
- 2019 - Bari International Film Festival[9]
  - Premio Nuovo Imaie come Miglior Attore Rivelazione a Matteo Olivetti